# Mordellistena dolini
Mordellistena dolini es una especie de coleóptero de la familia Mordellidae.

## Distribución geográfica
Habita en Azerbaiyán.